# Catherine de Rougé
Innocente Catherine de Rougé du Plessis-Bellière connue sous le nom de duchesse douairière d'Elbeuf (28 décembre 1707 - 17 février 1794) est la fille de Jean Gilles de Rougé, dit le marquis du « Plessis-Bellière » et de Florimonde de Lantivy de Coscro.
Elle était dame du Fay, de Bougligny, de Lavau (en Gâtinais), Glomel, Kerjean, du Coscro, de Rostrenen, Kerjean, Moreuil, Vienne le Châtel...

## Biographie

### Famille
Catherine de Rougé épouse en premières noces, par contrat passé le 16 avril 1729, et par célébration dans la chapelle de l'hôtel de Créquy, à Paris, rue Saint-Nicaise, le 2 mai 1729, Jean Sébastien de Kerhoent de Kergournadech, marquis de Coëtanfao, brigadier des armées du Roi, gouverneur de Morlaix. Il est le fils de Sébastien de Kerhoënt, marquis de Coetenfao, et de Renée de Kergoët, Par contrat passé le 2 avril 1743, il achète la terre et seigneurie de Montoire, que le Roi Louis XV érige le 10 août 1743 en marquisat de Kerhoent. Sans enfant, il meurt le 9 avril 1744. Il est inhumé à Paris, dans l'église des Jacobins Saint Honoré . 
La marquise de Coëtanfao se remarie par contrat passé à Vienne le Châtel le 6 juin 1747 avec Emmanuel Maurice de Lorraine, duc d'Elbeuf. veuf sans enfant de Marie Thérèse de Stramboni. Elle est à nouveau veuve le 14 août 1763.
À la mort de sa mère, en 1748, elle hérite notamment le domaine du Coscro, qu'elle vend en 1749, et le château de Rostrenen.
Fortunée et sans descendance, elle adopte ses neveux Bonabes Alexis de Rougé (mort en 1783 au retour de la guerre d'indépendance américaine) et les deux fils de celui-ci Bonabes-Louis-Victurnien-Alexis de Rougé et Adrien de Rougé (qui deviendront tous deux pairs de France), ainsi que François-Pierre-Olivier de Rougé, auquel elle transmet son marquisat de Faÿ-lès-Nemours, auquel était attaché le titre de Plessis-Bellière.

### Dans la tourmente révolutionnaire
La duchesse d'Elbeuf vit notamment au château de Moreuil, en Picardie, aujourd'hui dans le département de la Somme, et s'implique dans les affaires locales ; elle séjourne aussi régulièrement dans son château de Rostrenen,. 
Elle est réputée pour sa charité à l'égard des habitants de ses domaines et cela contribue à lui assurer une relative tranquillité au début de la Révolution. 
Par peur d'une invasion de la France par les alliés, et d'une fermeture des frontières, elle émigre en septembre 1791 à Tournai, mais regagne Paris en mars 1792. Elle passe la fin de sa vie à Paris, en dernier lieu place du Carrousel . Elle est emprisonnée, puis libérée à plusieurs reprises, et meurt dans un grand dénuement, sans laisser de descendance. 

## Ecrits
Elle rédige une correspondance dans laquelle elle relatait les événements de son temps,

## Pour approfondir

### Pages connexes
- Famille de Rougé
- Moreuil
- Liste des seigneurs de Rostrenen
- Rostrenen
- Château du Coscro